# Skala dorycka kościelna

Skala dorycka kościelna

Skala dorycka kościelna – siedmiostopniowa skala muzyczna wypracowana w średniowieczu w celach sakralnych. Brzmienie skali doryckiej ma charakter dostojny i poważny, a zarazem bardzo zrównoważony, przez co nadaje się do wykorzystania w utworach o dowolnej tematyce. Skala ta składa się z interwałów kwinty d-a i kwarty a-d1, wypełnionych krokami sekundowymi, które razem tworzą interwał oktawy. Pierwszy stopień skali (a także tzw. ósmy stopień, czyli powtórzenie pierwszego oktawę wyżej) nosi nazwę tonu końcowego (finalis). Oprócz tego skala posiada również tony współkońcowe (confinalis) na stopniu piątym (confinalis principalis) i trzecim (confinalis minus principalis). Melodie w skali doryckiej najczęściej kończą się na dźwięku finalis, rzadziej na confinalis principalis lub minus principalis, a najrzadziej na innych stopniach skali. 
W skali doryckiej dozwolone jest obniżenie szóstego stopnia o pół tonu (z h na b) w przypadku, gdy: 
- melodia idzie w górę do szóstego stopnia, ale nie wychodzi ponad niego,
- chcemy uniknąć niedozwolonego skoku trytonu

Zabieg ten upodabnia skalę dorycką do eolskiej transponowanej. 
W muzyce średniowiecza i renesansu dozwolone (i często praktykowane) jest w kadencjach podwyższanie o pół tonu dźwięku leżącego o stopień niżej od finalis lub confinales.
Praktykuje się również obniżanie szóstego stopnia celem uniknięcia współbrzmienia trytonu.
W średniowiecznych i renesansowych utworach wielogłosowych, celem dostosowania skali do możliwości rejestrowych poszczególnych głosów kompozycji, stosuje się zabieg consociatio modorum lub (i) transpositio modi.
Obecnie skala dorycka została wyparta przez skalę moll w odmianie doryckiej, która od skali doryckiej różni się stale podwyższonym siódmym stopniem.
Przykładem polskiej pieśni skali doryckiej (której ambitus jest przekroczony o ton poniżej pierwszego stopnia skali) jest Bogurodzica.